# Otto Jäger
Otto Jäger, avstro-ogrski častnik, vojaški pilot in letalski as, * 6. april 1890, Asch, Bohemija, † 19. avgust 1917 (KIA).
Nadporočnik Jäger je v svoji vojaški službi dosegel 7 zračnih zmag.

## Življenjepis
Med prvo svetovno vojno je bil pripadnik Flik 10, Flik 27 in Flik 42J.

## Odlikovanja
- red železne krone 3. razreda
- vojaški zaslužni križec 3. razreda
- srebrna in bronasta vojaška zaslužna medalja
- srebrna medalja za hrabrost
- železni križec 2. razreda